# DM i landevejscykling
Danmarksmesterskaberne i landvejscykling er en årligt tilbagevendende begivenhed i dansk cykelsport, som startede i 1897.

## Information
Oprindeligt blev der kun dystet i linjeløb, men efterhånden kom både enkeltstart og holdløb på programmet. Siden da er løbet blevet udvidet, således at også damerne og de yngre årgange kan deltage. Mesterskaberne afholdes hvert år og rykkes normalt rundt, sådan at hele Danmark kan få glæde af cykelsporten.

## Resultater
Nedenfor ses vinderne opdelt i discipliner: linjeløb, enkeltstart og holdløb.

### Linjeløb
| År          | Herre Elite                                                        | Herre U23                                                                      | Herre Junior                                                                   | Dame Elite                                                               | Dame U23                                                                  | Dame Junior                                                                          |
| ----------- | ------------------------------------------------------------------ | ------------------------------------------------------------------------------ | ------------------------------------------------------------------------------ | ------------------------------------------------------------------------ | ------------------------------------------------------------------------- | ------------------------------------------------------------------------------------ |
| 2025        | 1. Søren Kragh Andersen 2. Mads Pedersen 3. Casper Pedersen        | 1. [[]] 2. [[]] 3. [[]]                                                        | 1. Noah Lindholm Møller Andersen 2. Aksel Storm 3. Benjamin Kofoed Thestrup    | 1. Alberte Greve 2. Amalie Dideriksen 3. Solbjørk Minke Anderson         | 1. Alberte Greve 2. Solbjørk Minke Anderson 3. Silje Weitze Antvorskov    | 1. Ida Fialla 2. Mathilde Cramer 3. Kamma Bergholt                                   |
| 2024        | 1. Rasmus Søjberg Pedersen 2. Kasper Asgreen 3. Frederik Wandahl   | 1. Pelle Køster 2. Christian Kornum 3. Asger Røjbek Sørensen                   | 1. Sebastian Brandt Christiansen 2. Magnus Gimsing Åhman 3. Theodor Clemmensen | 1. Rebecca Koerner 2. Amalie Dideriksen 3. Emma Norsgaard                | 1. Alberte Greve 2. Laura Auerbach-Lind 3. Astrid Marie Bjørn Sørensen    | 1. Alma Walther Møller Rasmussen 2. Mathilde Cramer 3. Ida Krickau Ketelsen          |
| 2023        | 1. Mattias Skjelmose 2. Magnus Bak Klaris 3. Andreas Kron          | 1. Rasmus Søjberg Pedersen 2. Mads Landbo 3. Henrik Breiner Pedersen           | 1. Albert Withen Philipsen 2. Theodor Storm 3. Anton Louw Larsen               | 1. Rebecca Koerner 2. Marie-Louise Hartz Krogager 3. Amalie Kvist Nybroe | 1. Solbjørk Minke Anderson 2. Tusnelda Svanholmer 3. Ida Mechlenborg Krum | 1. Ida Krickau Ketelsen 2. Olympia Norrid-Mortensen 3. Alma Walther Møller Rasmussen |
| 2022        | 1. Alexander Kamp 2. Mads Pedersen 3. Mikkel Frølich Honoré        | 1. Rasmus Søjberg Pedersen 2. Sebastian Kolze Changizi 3. Carl-Frederik Bévort | 1. Henrik Breiner Pedersen 2. Theodor Storm 3. Mads Landbo                     | 1. Cecilie Uttrup Ludwig 2. Emma Norsgaard 3. Amalie Dideriksen          | Ikke afholdt                                                              | 1. Solbjørk Minke Anderson 2. Victoria Lund 3. Ida Mechlenborg Krum                  |
| 2021        | 1. Mads Würtz Schmidt 2. Frederik Wandahl 3. Mathias Norsgaard     | 1. Frederik Irgens Jensen 2. Søren Vosgerau 3. Kristian Siig Hessel            | 1. Carl-Frederik Bévort 2. Nicolai Wandahl 3. Lukas Lund Sørensen              | 1. Amalie Dideriksen 2. Emma Norsgaard 3. Cecilie Uttrup Ludwig          | Ikke afholdt                                                              | 1. Solbjørk Minke Anderson 2. Julie Lillelund 3. Laura Auerbach-Lind                 |
| 2020        | 1. Kasper Asgreen 2. Andreas Kron 3. Michael Mørkøv                | 1. Julius Johansen 2. Oliver Wulff Frederiksen 3. Mathias Matz                 | 1. Tobias Lund Andresen 2. Gustav Wang 3. Emil Schandorff Iwersen              | 1. Emma Norsgaard 2. Julie Leth 3. Cecilie Uttrup Ludwig                 | Ikke afholdt                                                              | 1. Victoria Lund 2. Maria Bertelsen 3. Klara Sofie Skovgård Hansen                   |
| 2019        | 1. Michael Mørkøv 2. Kasper Asgreen 3. Niklas Larsen               | 1. Frederik Rodenberg 2. Oliver Knudsen 3. Frederik Irgens Jensen              | 1. Joshua Gudnitz 2. Frederik Wandahl 3. William Blume Levy                    | 1. Amalie Dideriksen 2. Pernille Mathiesen 3. Christina Siggaard         | Ikke afholdt                                                              | 1. Mie Saabye 2. Maria Bertelsen 3. Mette Egtoft Jensen                              |
| 2018        | 1. Michael Mørkøv 2. Niklas Larsen 3. Michael Carbel               | 1. Julius Johansen 2. Niklas Larsen 3. Andreas Stokbro                         | 1. Frederik Wandahl 2. Sebastian Kolze Changizi 3. Niklas Spilcker Jacobsen    | 1. Amalie Dideriksen 2. Emma Norsgaard 3. Christina Siggaard             | Ikke afholdt                                                              | 1. Mie Saabye 2. Mette Egtoft Jensen 3. Emma Christensen                             |
| 2017        | 1. Mads Pedersen 2. Nicolai Brøchner 3. Alexander Kamp             | 1. Michael Carbel 2. Andreas Stokbro 3. Casper Pedersen                        | 1. Julius Johansen 2. Mattias Skjelmose 3. Kristian Kaimer Eriksen             | 1. Camilla Møllebro 2. Trine Andersen 3. Louise Holm Houbak              | Ikke afholdt                                                              | Ikke afholdt                                                                         |
| 2016        | 1. Alexander Kamp 2. Michael Valgren 3. Lasse Norman Hansen        | 1. Mads Würtz Schmidt 2. Casper Pedersen 3. Andreas Stokbro                    | 1. Frederik Rodenberg 2. Morten Hulgaard 3. Rasmus Lund Pedersen               | 1. Emma Norsgaard 2. Amalie Dideriksen 3. Betina Cramer                  | Ikke afholdt                                                              | Ikke afholdt                                                                         |
| 2015        | 1. Chris Anker Sørensen 2. Martin Mortensen 3. Alexander Kamp      | 1. Jonas Gregaard 2. Mads Rahbek 3. Søren Kragh Andersen                       | 1. Rasmus Lund Pedersen 2. Anthon Charmig 3. Julius Johansen                   | 1. Amalie Dideriksen 2. Emma Norsgaard 3. Betina Cramer                  | Ikke afholdt                                                              | Ikke afholdt                                                                         |
| 2014        | 1. Michael Valgren 2. Michael Carbel 3. Michael Mørkøv             | 1. Emil Bækhøj 2. Frederik Plesner 3. Nicolai Brøchner                         | 1. Jonas Gregaard 2. Andreas Hyldgaard Jeppesen 3. Rasmus Bøgh Wallin          | 1. Amalie Dideriksen 2. Christina Siggaard 3. Julie Leth                 | Ikke afholdt                                                              | Ikke afholdt                                                                         |
| 2013        | 1. Michael Mørkøv 2. Morten Øllegaard 3. Casper Folsach            | 1. Lasse Norman Hansen 2. Alexander Kamp 3. Kristian Haugaard                  | 1. Michael Carbel 2. Mads Pedersen 3. Mathias Rask                             | 1. Kamilla Sofie Vallin 2. Rikke Lønne 3. Trine Lorentzen                | Ikke afholdt                                                              | Ikke afholdt                                                                         |
| 2012        | 1. Sebastian Lander 2. Nicki Sørensen 3. André Steensen            | 1. Sebastian Lander 2. Magnus Cort Nielsen 3. Rasmus Sterobo                   | 1. Frederik Plesner 2. Søren Kragh Andersen 3. Casper Phillip Pedersen         | 1. Cathrine Grage 2. Iben Bohe 3. Julie Leth                             | Ikke afholdt                                                              | Ikke afholdt                                                                         |
| 2011        | 1. Nicki Sørensen 2. Martin Mortensen 3. Michael Reihs             | 1. Lasse Norman Hansen 2. Christopher Juul-Jensen 3. Nicolai Steensen          | 1. Magnus Cort Nielsen 2. Søren Kragh Andersen 3. Steffen Munk Christiansen    | 1. Julie Leth 2. Iben Bohe 3. Trine Schmidt                              | Ikke afholdt                                                              | Ikke afholdt                                                                         |
| 2010        | 1. Nicki Sørensen 2. Lars Bak 3. Anders Lund                       | 1. Ricky Enø Jørgensen 2. Christopher Juul-Jensen 3. Mikkel Mortensen          | 1. Alexander Mørk 2. Kasper Svingel Jensen 3. Michael Valgren                  | 1. Annika Langvad 2. Christina Siggaard 3. Trine Lorentzen               | Ikke afholdt                                                              | Ikke afholdt                                                                         |
| 2009        | 1. Matti Breschel 2. Chris Anker Sørensen 3. Frank Høj             | 1. Rasmus Guldhammer 2. Troels Rønning Vinther 3. Kasper Schjønnemann          | 1. Lasse Norman Hansen 2. Adrian Udesen 3. Christian Adelhard Kreutzfeldt      | 1. Linda Melanie Villumsen 2. Trine Schmidt 3. Maria Grandt Petersen     | Ikke afholdt                                                              | Ikke afholdt                                                                         |
| 2008        | 1. Nicki Sørensen 2. Matti Breschel 3. Jens-Erik Madsen            | 1. Mads Rydicher 2. Phillip Nicholas Nielsen 3. Nikola Astrup                  | 1. Mathias Frostholm Kristensen 2. Sebastian Lander 3. Mathias Lisson          | 1. Linda Villumsen Serup 2. Maja Watt Adamsen 3. Iben Bohé               | Ikke afholdt                                                              | Ikke afholdt                                                                         |
| 2007        | 1. Alex Rasmussen 2. Jacob Moe Rasmussen 3. Jonas Aaen Jørgensen   | 1. Thomas Kristiansen 2. Jakob Bering 3. Jacob Kodrup                          | 1. Rasmus Guldhammer 2. Mikkel Schiøler 3. Mathias Frostholm Kristensen        | 1. Karina Hegelund 2. Dorte Lohse 3. Mette Fischer Andreasen             | Ikke afholdt                                                              | Ikke afholdt                                                                         |
| 2006        | 1. Allan Johansen 2. Jacob Moe Rasmussen 3. Troels Vinther         | 1. Kasper Jebjerg 2. Michael Færk Christensen 3. Alex Rasmussen                | 1. Morten Reckweg 2. Nicolaj F. Olesen 3. Morten Øllegaard                     | 1. Linda Villumsen Serup 2. Mie Bekker Lacota 3. Dorte Lohse             | Ikke afholdt                                                              | Ikke afholdt                                                                         |
| 2005        | 1. Lars Bak 2. Lars Michaelsen 3. Matti Breschel                   | 1. Jan Almblad 2. Martin Mortensen 3. Anders Lund                              | 1. Troels Vinther 2. Thomas Guldhammer 3. Thomas Kristiansen                   | 1. Dorte Lohse 2. Linda Villumsen Serup 3. Janne Bruhn-Henriksen         | Ikke afholdt                                                              | Ikke afholdt                                                                         |
| 2004        | 1. Michael Blaudzun 2. Stig Dam 3. Matti Breschel                  | 1. Martin Pedersen 2. Anders Lund 3. Martin Mortensen                          | 1. André Steensen 2. Kasper Brandi Boesen 3. Kim M. Nielsen                    | 1. Pernille Langelund Jakobsen 2. Dorte Lohse 3. Mette Fischer Andreasen | Ikke afholdt                                                              | Ikke afholdt                                                                         |
| 2003        | 1. Nicki Sørensen 2. Allan Johansen 3. Bo Hamburger                | 1. Mads Christensen 2. Brian Vandborg 3. Lars Frederiksen                      | 1. Anders Lund 2. Kristoffer Gudmund Nielsen 3. Mike Dahl Olsen                | 1. Lisbeth Simper 2. Dorte Lohse 3. Trine Hansen                         | Ikke afholdt                                                              | Ikke afholdt                                                                         |
| 2002        | 1. Michael Sandstød 2. Michael Blaudzun 3. Bo Hamburger            | 1. Martin Pedersen 2. Michael Berling 3. Brian Vandborg                        | 1. Anders Finnerup 2. Anders Lund 3. Mads Christensen                          | 1. Lisbeth Simper 2. Vibe Kolding 3. Mette Fischer Andreasen             | Ikke afholdt                                                              | Ikke afholdt                                                                         |
| 2001        | 1. Jakob Piil 2. Nicolai Bo Larsen 3. Michael Blaudzun             | 1. Thue Houlberg Hansen 2. Søren Borch Svendsen 3. Morten Knudsen              | 1. Matti Breschel 2. Simon Alberg 3. Chris Sørensen                            | 1. Lisbeth Simper 2. Pernille L. Jakobsen 3. Lotte Bak                   | Ikke afholdt                                                              | Ikke afholdt                                                                         |
| 2000        | 1. Bo Hamburger 2. Nicolai Bo Larsen 3. Rolf Sørensen              | 1. Jimmy Hansen 2. Michael Larsen 3. Thomas B. Eriksen                         | 1. Jesper Damgaard 2. Mikkel H. Kristensen 3. Niclas W. Slot                   | 1. Mette Fischer Andreasen 2. Line Lykke-Meyer 3. Sanne Schmidt          | Ikke afholdt                                                              | Ikke afholdt                                                                         |
| 1999        | 1. Nicolai Bo Larsen 2. Michael Kyneb Holst 3. Jacob Moe Rasmussen | 1. Max Nielsen 2. Morten Voss Christiansen 3. Jan Jespersen                    | 1. Jens-Erik Madsen 2. Morten Knudsen 3. Tonni Johannesen                      | 1. Ann S. Mathiesen 2. Rikke Sandhøj 3. Lisbeth Simper                   | Ikke afholdt                                                              | Ikke afholdt                                                                         |
| 1998        | 1. Frank Høj 2. Bo Hamburger 3. Michael Sandstød                   | 1. Bjarke Nielsen 2. Jimmy Hansen 3. Morten Christiansen                       | 1. Lars Frederiksen 2. Anders Kristensen 3. Thomas Odesson                     | 1. Rikke Sandhøj 2. Lisbeth Simper 3. Lotte Schmidt                      | Ikke afholdt                                                              | Ikke afholdt                                                                         |
| 1997        | 1. Nicolai Bo Larsen 2. Lars Michaelsen 3. Rolf Sørensen           | 1. Michael Steen Nielsen 2. Rene Jørgensen 3. Dani Petersen                    | 1. Anders Kristensen 2. Thue Houlberg Hansen 3. Jacob Ingemann Hansen          | 1. Rikke Sandhøj 2. Lisbeth Simper 3. Helle Sørensen                     | Ikke afholdt                                                              | Ikke afholdt                                                                         |
| 1996        | 1. Bjarne Riis 2. Bo Hamburger 3. Jesper Skibby                    | 1. Tayeb Braikia 2. Dani Petersen 3. Jakob Gram Nielsen                        | 1. Gøran Jensen 2. Andreas Kloster 3. The Houlberg Hansen                      | 1. Helle Sørensen 2. Lotte Schmidt 3. Sanne Schmidt                      | Ikke afholdt                                                              | Ikke afholdt                                                                         |
| 1995        | 1. Bjarne Riis 2. Brian Holm 3. Peter Meinert                      |                                                                                | 1. Lasse Jonasson 2. Bizhan Pagh 3. Gøran Jensen                               | 1. Rikke Sandhøj 2. Helle Sørensen 3. Lotte Schmidt                      | Ikke afholdt                                                              | Ikke afholdt                                                                         |
| 1994        | 1. Michael Blaudzun 2. Marc Strange Jacobsen 3. Nicolai Bo Larsen  |                                                                                | 1. Tonni Andreasen 2. Martin Jenbo 3. Jacob Gram Nielsen                       | 1. Rikke Sandhøj 2. Sanne Schmidt 3. Helle Jensen                        | Ikke afholdt                                                              | Ikke afholdt                                                                         |
| 1993        | 1. Kim Marcussen 2. Alex Pedersen 3. Klaus Kynde                   |                                                                                | 1. Dani Petersen 2. Kenneth Bank Madsen 3. Jacob Moe Rasmussen                 | 1. Sanne Schmidt 2. Hanne Malmberg 3. Helene Søgaard                     | Ikke afholdt                                                              | Ikke afholdt                                                                         |
| 1992        | 1. Bjarne Riis 2. Bo Hamburger 3. Kenneth Weltz                    |                                                                                | 1. Lars Dietrichsen 2. Tayeb Braikia 3. Jacob Moe Rasmussen                    | 1. Sanne Schmidt 2. Helle Sørensen 3. Lona Munck                         | Ikke afholdt                                                              | Ikke afholdt                                                                         |
| 1992 (Amt.) | 1. Lars Michaelsen 2. Lars Bonde 3. Henrik Albæk                   |                                                                                |                                                                                |                                                                          | Ikke afholdt                                                              | Ikke afholdt                                                                         |
| 1991        | 1. Kim Marcussen 2. Lars Michaelsen 3. Per Sindahl                 |                                                                                | 1. Allan Schouw 2. Kim Bang Sørensen 3. Frederik Berthelsen                    | 1. Karina Skibby 2. Lona Munck 3. Sanne Lassen                           | Ikke afholdt                                                              | Ikke afholdt                                                                         |
| 1990        | 1. Brian Petersen 2. Søren Christiansen 3. Peter Clausen           |                                                                                | 1. Søren Mønster 2. Dennis Rasmussen 3. Marc Strange Jacobsen                  | 1. Karina Skibby 2. Betina Falsing 3. Rikke Sandhøj                      | Ikke afholdt                                                              | Ikke afholdt                                                                         |
| 1989        | 1. Johnny Weltz 2. Jesper Skibby 3. Per Pedersen                   |                                                                                | 1. [[]] 2. [[]] 3. [[]]                                                        | 1. [[]] 2. [[]] 3. [[]]                                                  | Ikke afholdt                                                              | Ikke afholdt                                                                         |
| 1989 (Amt.) | 1. Michael Guldhammer 2. Lennie Kristensen 3. Henning Sindahl      |                                                                                |                                                                                |                                                                          | Ikke afholdt                                                              | Ikke afholdt                                                                         |
| 1988        | 1. Søren Lilholt 2. Bjarne Riis 3. Kim Eriksen                     |                                                                                | 1. [[]] 2. [[]] 3. [[]]                                                        | 1. [[]] 2. [[]] 3. [[]]                                                  | Ikke afholdt                                                              | Ikke afholdt                                                                         |
| 1988 (Amt.) | 1. Klaus Møller 2. Michael Gam 3. Christian Andersen               |                                                                                |                                                                                |                                                                          | Ikke afholdt                                                              | Ikke afholdt                                                                         |
| 1987        | 1. Niels Ole Hald 2. Henning Sindahl 3. John Carlsen               |                                                                                | 1. [[]] 2. [[]] 3. [[]]                                                        | 1. [[]] 2. [[]] 3. [[]]                                                  | Ikke afholdt                                                              | Ikke afholdt                                                                         |
| 1986        | 1. Alex Pedersen 2. Johnny Weltz 3. Henning Sindahl                |                                                                                | 1. [[]] 2. [[]] 3. [[]]                                                        | 1. [[]] 2. [[]] 3. [[]]                                                  | Ikke afholdt                                                              | Ikke afholdt                                                                         |
| 1985        | 1. Dan Frost 2. John Carlsen 3. Alex Pedersen                      |                                                                                | 1. [[]] 2. [[]] 3. [[]]                                                        | 1. [[]] 2. [[]] 3. [[]]                                                  | Ikke afholdt                                                              | Ikke afholdt                                                                         |
| 1984        | 1. Kim Eriksen 2. Vagn Scharling 3. Per Pedersen                   |                                                                                | 1. [[]] 2. [[]] 3. [[]]                                                        | 1. [[]] 2. [[]] 3. [[]]                                                  | Ikke afholdt                                                              | Ikke afholdt                                                                         |
| 1983        | 1. Michael Marcussen 2. Jens Veggerby 3. Kim Bybjerg               |                                                                                |                                                                                |                                                                          | Ikke afholdt                                                              | Ikke afholdt                                                                         |
| 1982        | 1. Rene W Andersen 2. Verner Blaudzun 3. Vagn Scharling            |                                                                                |                                                                                |                                                                          | Ikke afholdt                                                              | Ikke afholdt                                                                         |
| 1981        | 1. Jørgen V. Pedersen 2. John Carlsen 3. Ole Redsted               |                                                                                |                                                                                |                                                                          | Ikke afholdt                                                              | Ikke afholdt                                                                         |
| 1980        | 1. James Møller 2. Jørgen Emil Hansen 3. Henning Jørgensen         |                                                                                |                                                                                |                                                                          | Ikke afholdt                                                              | Ikke afholdt                                                                         |
| 1979        | 1. Michael Marcussen 2. Verner Blaudzun 3. Jan Høegh               |                                                                                |                                                                                |                                                                          | Ikke afholdt                                                              | Ikke afholdt                                                                         |
| 1978        | 1. Benny Pedersen 2. Eigil Sørensen 3. Henning Jørgensen           |                                                                                |                                                                                |                                                                          | Ikke afholdt                                                              | Ikke afholdt                                                                         |
| 1977        | 1. Jørgen Knudsen 2. Jan Gram 3. Verner Blaudzun                   |                                                                                |                                                                                |                                                                          | Ikke afholdt                                                              | Ikke afholdt                                                                         |
| 1976        | 1. Torben Hjort 2. Ivar Jakobsen 3. Gert Frank                     |                                                                                |                                                                                |                                                                          | Ikke afholdt                                                              | Ikke afholdt                                                                         |
| 1975        | 1. Jørgen Emil Hansen 2. Eigil Sørensen 3. Flemming Hartz          |                                                                                |                                                                                |                                                                          | Ikke afholdt                                                              | Ikke afholdt                                                                         |
| 1974        | 1. Benny Pedersen 2. Verner Blaudzun 3. Henning Jørgensen          |                                                                                |                                                                                |                                                                          | Ikke afholdt                                                              | Ikke afholdt                                                                         |
| 1973        | 1. Reno B. Olsen 2. Verner Blaudzun 3. Bent L Petersen             |                                                                                |                                                                                |                                                                          | Ikke afholdt                                                              | Ikke afholdt                                                                         |
| 1972        | 1. Jørgen Timm 2. Kim Theils 3. Tommy Nielsen                      |                                                                                |                                                                                |                                                                          | Ikke afholdt                                                              | Ikke afholdt                                                                         |
| 1971        | 1. Bent L Pedersen 2. Svend Erik Bjerg 3. Asger Iversen            |                                                                                |                                                                                |                                                                          | Ikke afholdt                                                              | Ikke afholdt                                                                         |
| 1970        | 1. Verner Blaudzun 2. Jørgen Schmidt 3. Bent L Pedersen            |                                                                                |                                                                                |                                                                          | Ikke afholdt                                                              | Ikke afholdt                                                                         |
| 1969        | 1. Tommy Nielsen 2. Erik Skelde 3. Jørgen Schmidt                  |                                                                                |                                                                                |                                                                          | Ikke afholdt                                                              | Ikke afholdt                                                                         |
| 1968        | 1. Verner Blaudzun 2. Benny Pedersen 3. Leif Mortensen             |                                                                                |                                                                                |                                                                          | Ikke afholdt                                                              | Ikke afholdt                                                                         |
| 1967        | 1. Mogens Frey 2. Bjarne Sørensen 3. Svend Erik Bjerg              |                                                                                |                                                                                |                                                                          | Ikke afholdt                                                              | Ikke afholdt                                                                         |
| 1966        | 1. Ole Ritter 2. Villy Skibby 3. Jørgen Emil Hansen                |                                                                                |                                                                                |                                                                          | Ikke afholdt                                                              | Ikke afholdt                                                                         |
| 1965        | 1. Lars Lander 2. Gerhard Nielsen 3. Helge Ingemann                |                                                                                |                                                                                |                                                                          | Ikke afholdt                                                              | Ikke afholdt                                                                         |
| 1964        | 1. Ole Ritter 2. Knud Bock 3. Ole Pringel                          |                                                                                |                                                                                |                                                                          | Ikke afholdt                                                              | Ikke afholdt                                                                         |
| 1963        | 1. Ole Pingel 2. Jørgen Emil Hansen 3. Mogens Frey                 |                                                                                |                                                                                |                                                                          | Ikke afholdt                                                              | Ikke afholdt                                                                         |
| 1962        | 1. Ole Ritter 2. Svend Pallisø 3. Ib Varbæk                        |                                                                                |                                                                                |                                                                          | Ikke afholdt                                                              | Ikke afholdt                                                                         |
| 1961        | 1. Bent Peters 2. Arne Christensen 3. Ole Pingel                   |                                                                                |                                                                                |                                                                          | Ikke afholdt                                                              | Ikke afholdt                                                                         |
| 1960        | 1. Ole Pingel 2. Bent Peters 3. Torben Helsgaun                    |                                                                                |                                                                                |                                                                          | Ikke afholdt                                                              | Ikke afholdt                                                                         |
| 1959        | 1. Ole Krøier 2. Ole Pingel 3. Jørgen B. Jørgensen                 |                                                                                |                                                                                |                                                                          | Ikke afholdt                                                              | Ikke afholdt                                                                         |
| 1958        | 1. John Grønvald 2. Johan Johansen 3. Jørgen Mikkelsen             |                                                                                |                                                                                |                                                                          | Ikke afholdt                                                              | Ikke afholdt                                                                         |
| 1957        | 1. Eluf Dalgaard 2. Niels Baunsøe 3. Svend Pedersen                |                                                                                |                                                                                |                                                                          | Ikke afholdt                                                              | Ikke afholdt                                                                         |
| 1956        | 1. Fritz Ravn 2. Palle Lykke Jensen 3. Eluf Dalgaard               |                                                                                |                                                                                |                                                                          | Ikke afholdt                                                              | Ikke afholdt                                                                         |
| 1955        | 1. Hans E Andresen 2. Eluf Dalgaard 3. Fritz Ravn                  |                                                                                |                                                                                |                                                                          | Ikke afholdt                                                              | Ikke afholdt                                                                         |
| 1954        | 1. Eluf Dalgaard 2. Hans E Andresen 3. Helge Hansen                |                                                                                |                                                                                |                                                                          | Ikke afholdt                                                              | Ikke afholdt                                                                         |
| 1953        | 1. Christian Pedersen 2. Eluf Dalgaard 3. Fritz Ravn               |                                                                                |                                                                                |                                                                          | Ikke afholdt                                                              | Ikke afholdt                                                                         |
| 1952        | 1. Max Jørgensen 2. Wedell Østergaard 3. Hans E Andresen           |                                                                                |                                                                                |                                                                          | Ikke afholdt                                                              | Ikke afholdt                                                                         |
| 1951        | Løbet annulleret                                                   |                                                                                |                                                                                |                                                                          | Ikke afholdt                                                              | Ikke afholdt                                                                         |
| 1950        | 1. Hans E Andresen 2. Wedell Østergaard 3. Christian Pedersen      |                                                                                |                                                                                |                                                                          | Ikke afholdt                                                              | Ikke afholdt                                                                         |
| 1949        | 1. Wedell Østergaard 2. Christian Pedersen 3. Willy Emborg         |                                                                                |                                                                                |                                                                          | Ikke afholdt                                                              | Ikke afholdt                                                                         |
| 1948        | 1. Knud E Andersen 2. Freddy Ammentorp 3. Rudolf Rasmussen         |                                                                                |                                                                                |                                                                          | Ikke afholdt                                                              | Ikke afholdt                                                                         |
| 1947        | 1. Børge S Nielsen 2. Willy Emborg 3. Rudolf Rasmussen             |                                                                                |                                                                                |                                                                          | Ikke afholdt                                                              | Ikke afholdt                                                                         |
| 1946        | 1. Christian Pedersen 2. Børge Rasmussen 3. Willy Emborg           |                                                                                |                                                                                |                                                                          | Ikke afholdt                                                              | Ikke afholdt                                                                         |
| 1945        | 1. Christian Pedersen 2. Børge S Nielsen 3. Rudolf Rasmussen       |                                                                                |                                                                                |                                                                          | Ikke afholdt                                                              | Ikke afholdt                                                                         |
| 1944        | 1. Christian Pedersen 2. Rudolf Rasmussen 3. Børge Hansen          |                                                                                |                                                                                |                                                                          | Ikke afholdt                                                              | Ikke afholdt                                                                         |
| 1943        | 1. Christian Pedersen 2. Rudolf Rasmussen 3. Wenzel Jørgensen      |                                                                                |                                                                                |                                                                          | Ikke afholdt                                                              | Ikke afholdt                                                                         |
| 1942        | 1. Rudolf Rasmussen 2. Wenzel Jørgensen 3. Børge S Nielsen         |                                                                                |                                                                                |                                                                          | Ikke afholdt                                                              | Ikke afholdt                                                                         |
| 1941        | 1. Rudolf Rasmussen 2. Christian Christiansen 3. Georg Sørensen    |                                                                                |                                                                                |                                                                          | Ikke afholdt                                                              | Ikke afholdt                                                                         |
| 1940        | 1. Rudolf Rasmussen 2. Herbert Staun 3. Wenzel Jørgensen           |                                                                                |                                                                                |                                                                          | Ikke afholdt                                                              | Ikke afholdt                                                                         |
| 1939        | 1. Wenzel Jørgensen 2. Børge S Nielsen 3. Frode Sørensen           |                                                                                |                                                                                |                                                                          | Ikke afholdt                                                              | Ikke afholdt                                                                         |
| 1938        | 1. Frode Sørensen 2. Rud Rasmussen 3. Georg Nielsen                |                                                                                |                                                                                |                                                                          | Ikke afholdt                                                              | Ikke afholdt                                                                         |
| 1937        | 1. Georg Nielsen 2. Georg Sørensen 3. Christian Christiansen       |                                                                                |                                                                                |                                                                          | Ikke afholdt                                                              | Ikke afholdt                                                                         |
| 1936        | 1. Frode Sørensen 2. Arne Petersen 3. Alex Jensen                  |                                                                                |                                                                                |                                                                          | Ikke afholdt                                                              | Ikke afholdt                                                                         |
| 1901        | 1. Vilhelm Møller 2. P. From 3. Mads Holm                          |                                                                                |                                                                                |                                                                          | Ikke afholdt                                                              | Ikke afholdt                                                                         |
| 1900        | 1. O. Meyland Schmidt 2. Hjersing Petersen 3. Niels Frandsen       |                                                                                |                                                                                |                                                                          | Ikke afholdt                                                              | Ikke afholdt                                                                         |
| 1897        | 1. Jens Olsen 2. Charles Hansen 3. V. Bastrup                      |                                                                                |                                                                                |                                                                          | Ikke afholdt                                                              | Ikke afholdt                                                                         |

Kilde med mindre andet er angivet: Cyklingworld.dk

### Enkeltstart
| År   | Herre Elite                                           | Herre U23                | Herre Junior                                       | Dame Elite                                         | Dame U23            | Dame Junior              |
| ---- | ----------------------------------------------------- | ------------------------ | -------------------------------------------------- | -------------------------------------------------- | ------------------- | ------------------------ |
| 2025 | Mads Pedersen                                         |                          | Johan Eltoft                                       | Rebecca Koerner                                    | Gertrud Riis Madsen | Ida Fialla               |
| 2024 | Mattias Skjelmose                                     | Gustav Wang              | Albert Withen Philipsen                            | Emma Norsgaard                                     | Alberte Greve       | Ida Fialla               |
| 2023 | Kasper Asgreen                                        | Carl-Frederik Bévort     | Albert Withen Philipsen                            | Emma Norsgaard                                     | Laura Auerbach-Lind | Alberte Greve            |
| 2022 | Mathias Norsgaard                                     | Matias Malmberg          | Kristian Egholm                                    | Emma Norsgaard                                     | Ikke afholdt        | Olympia Norrid-Mortensen |
| 2021 | Kasper Asgreen                                        | Johan Price-Pejtersen    | Carl-Frederik Bévort                               | Emma Norsgaard                                     | Ikke afholdt        | Laura Auerbach-Lind      |
| 2020 | Kasper Asgreen                                        | Julius Johansen          | Gustav Wang                                        | Amalie Dideriksen                                  | Ikke afholdt        | Victoria Lund            |
| 2019 | Kasper Asgreen                                        | Johan Price-Pejtersen    | Gustav Wang                                        | Louise Norman Hansen                               | Ikke afholdt        | Mie Saabye               |
| 2018 | Martin Toft Madsen                                    | Mathias Norsgaard        | Jacob Hindsgaul Madsen                             | Cecilie Uttrup Ludwig                              | Ikke afholdt        | Mie Saabye               |
| 2017 | Martin Toft Madsen                                    | Kasper Asgreen           | Julius Johansen                                    | Cecilie Uttrup Ludwig                              | Ikke afholdt        | Emma Norsgaard           |
| 2016 | Martin Toft Madsen                                    | Mads Würtz Schmidt       | Mikkel Bjerg                                       | Cecilie Uttrup Ludwig                              | Ikke afholdt        | Simone Eg                |
| 2015 | Christopher Juul-Jensen                               | Mads Würtz Schmidt       | Anthon Charmig                                     | Rikke Lønne                                        | Ikke afholdt        | Pernille Mathiesen       |
| 2014 | Rasmus Quaade                                         | Søren Kragh Andersen     | Niklas Larsen                                      | Julie Leth                                         | Ikke afholdt        | Simone Eg                |
| 2013 | Brian Vandborg                                        | Lasse Norman Hansen      | Emil Wang                                          | Annika Langvad                                     | Ikke afholdt        | Pernille Mathiesen       |
| 2012 | Jakob Fuglsang                                        | Rasmus Quaade            | Mathias Krigbaum                                   | Cathrine Grage                                     | Ikke afholdt        | Cecilie Uttrup Ludwig    |
| 2011 | Rasmus Quaade                                         | Rasmus Quaade            | Casper Folsach                                     | Annika Langvad                                     | Ikke afholdt        | Kamilla Sofie Vallin     |
| 2010 | Jakob Fuglsang                                        | Rasmus Quaade            | Lasse Norman Hansen                                | Annika Langvad                                     | Ikke afholdt        | Julie Leth               |
| 2009 | Lars Bak                                              | Jimmi Sørensen           | Lasse Norman Hansen                                | Linda Villumsen Serup                              | Ikke afholdt        | Maria Grandt Petersen    |
| 2008 | Lars Bak                                              | Michael Færk Christensen | Jimmi Sørensen                                     | Linda Villumsen Serup                              | Ikke afholdt        | Maria Grandt Petersen    |
| 2007 | Lars Bak                                              | André Steensen           | Søren Kirkegaard Madsen                            | Trine Hansen                                       | Ikke afholdt        | Maria Grandt Petersen    |
| 2006 | Brian Vandborg                                        | Alex Rasmussen           | Morten Reckweg                                     | Linda Villumsen Serup                              | Ikke afholdt        | Mie Bekker Lacota        |
| 2005 | Michael Blaudzun                                      | Martin Mortensen         | Kasper Thustrup                                    | Dorte Lohse                                        | Ikke afholdt        | Mie Bekker Lacota        |
| 2004 | Michael Sandstød                                      | Mads Christensen         | Anders Berendt Hansen                              | Mette Andersen                                     | Ikke afholdt        | Trine Schmidt            |
| 2003 | Michael Blaudzun                                      | Brian Vandborg           | Rasmus Fjordside Lehrmann                          | Lisbeth Simper                                     | Ikke afholdt        | Sisse Hermansen          |
| 2002 | Michael Sandstød                                      | Brian Vandborg           | Martin Mortensen                                   | Lisbeth Simper                                     | Ikke afholdt        | Pi Ellebæk Knudsen       |
| 2001 | Michael Blaudzun                                      | Thue Houlberg Hansen     | Anders Hansen                                      | Lisbeth Simper                                     | Ikke afholdt        | Mette F. Andreasen       |
| 2000 | Michael Sandstød                                      | Thue Houlberg Hansen     | Mads Christensen                                   | Lisbeth Simper                                     | Ikke afholdt        | Mette F. Andreasen       |
| 1999 | Michael Sandstød                                      | Ikke afholdt             | Jacob Filipowicz                                   | Lisbeth Simper                                     | Ikke afholdt        | Ikke afholdt             |
| 1998 | Michael Sandstød                                      | Ikke afholdt             | Thue Houlberg Hansen                               | Melina Rasmussen                                   | Ikke afholdt        | Ikke afholdt             |
| 1997 | Michael Sandstød                                      | Ikke afholdt             | Thue Houlberg Hansen                               | Helle Sørensen                                     | Ikke afholdt        | Ikke afholdt             |
| 1996 | Bjarne Riis                                           | Ikke afholdt             | Gøran Jensen                                       | Lotte Schmidt                                      | Ikke afholdt        | Ikke afholdt             |
| 1995 | Jan Bo Petersen                                       | Ikke afholdt             | Lasse Jonasson                                     | Susanne Nedergaard                                 | Ikke afholdt        | Ikke afholdt             |
| 1994 | 1. Jan Bo Petersen 2. Henrik Jacobsen 3. Tom Dalkvist | Ikke afholdt             | 1. Brian Larsen 2. Bjarke Nielsen 3. Jacob Nielsen | 1. Lone Larsen 2. Melina Rasmussen 3. Helle Jensen | Ikke afholdt        | Ikke afholdt             |

### Holdløb
| År   | Herre Elite                                                                                   | Herre Junior                                          | Dame Elite                                       |
| ---- | --------------------------------------------------------------------------------------------- | ----------------------------------------------------- | ------------------------------------------------ |
| 2023 | Ikke arrangeret                                                                               | Ikke arrangeret                                       | Ikke arrangeret                                  |
| 2022 | 1. ColoQuick Cycling 2. BHS-PL Beton Bornholm 3. Restaurant Suri-Carl Ras                     | 1. Team Herning CK Junior Biemme Danmark              | 1. Team Rytger p/b Carl Ras                      |
| 2021 | 1. BHS-PL Beton Bornholm 2. ColoQuick Cycling 3. Team Herning CK Elite                        | 1. Team ABC Junior 1                                  | 1. Team Rytger p/b Cykeltøj-Online.dk            |
| 2020 | Aflyst pga. coronaviruspandemien                                                              | Aflyst pga. coronaviruspandemien                      | Aflyst pga. coronaviruspandemien                 |
| 2019 | 1. Riwal Readynez Cycling Team 2. Team ColoQuick 3. BHS-Almeborg Bornholm                     | 1. Team NPV-Carl Ras Roskilde Junior                  | 1. Team Virtu Cycling Women                      |
| 2018 | 1. BHS-Almeborg Bornholm 2. Team ColoQuick 3. Riwal CeramicSpeed Cycling Team                 | 1. Team Børkop Cykler-Carl Ras, Roskilde Junior       | 1. Team Virtu Cycling Women                      |
| 2017 | 1. Team Giant-Castelli 2. Team ColoQuick-Cult 3. Team VéloCONCEPT                             | 1. Team Børkop Cykler-Carl Ras, Roskilde Junior       | 1. Team VéloCONCEPT Women                        |
| 2016 | 1. Team TreFor 2. Team ColoQuick-Cult 3. Team Almeborg-Bornholm                               | 1. Team Børkop Cykler-Carl Ras, Roskilde Junior       | 1. Team BMS BIRN                                 |
| 2015 | 1. Team TreFor–Blue Water 2. Team Almeborg-Bornholm 3. Riwal Platform Cycling Team            | 1. Team Kelberg-Roskilde Junior                       | 1. Team BMS BIRN                                 |
| 2014 | 1. Team TreFor–Blue Water 2. Team Cult Energy-VITAL Water 3. Team Christina Watches KUMA      | 1. Team Kelberg-Roskilde Junior                       | 1. Team Rytger                                   |
| 2013 | 1. Blue Water Cycling 2. Team Cult Energy 3. Team TreFor                                      | 1. Team RCR Odense Junior                             | Ikke afholdt                                     |
| 2012 | 1. Glud & Marstrand-LRØ Rådgivning 2. Team Blue Water Cycling 3. Christina Watches-Onfone     | 1. Team RCR Odense Junior 1                           | Ikke afholdt                                     |
| 2011 | 1. Glud & Marstrand-LRØ Rådgivning 2. Team Concordia Forsikring-Himmerland 3. Team Energi Fyn | 1. Team RCR Odense Junior                             | 1. Odder C.K.                                    |
| 2010 | Ikke afholdt                                                                                  | 1. Team Designa Køkken - Blue Water                   | 1. Odder C.K.                                    |
| 2009 | 1. Team Capinordic 2. Team Designa Køkken 3. Team Concordia-Vesthimmerland                    | Ikke afholdt                                          | 1. Team High End Sport 1                         |
| 2008 | 1. Team GLS 2. Team Designa Køkken 3. Team Løgstør Cycling for Health                         | 1. Team Roskilde Junior                               | Ikke afholdt                                     |
| 2007 | 1. Team Designa Køkken 2. Team GLS 3. Team VISION Bikes - Løgstør Park Hotel                  | 1. Team Festina Vejle                                 | 1. C.K. Aarhus                                   |
| 2006 | 1. Team Herning Elite 2. Team GLS 3. Glud & Marstrand Horsens                                 | 1. Team Festina Vejle                                 | 1. Team Mermaid                                  |
| 2005 | 1. Team GLS 2. Team ABC 3. Team Herning Elite                                                 | 1. Vejle C.K.                                         | 1. Team SATS                                     |
| 2004 | 1. Glud & Marstrand Horsens 2. Herning C.K. 3. Køge C.R.                                      | 1. Team PH                                            | Ikke afholdt                                     |
| 2003 | 1. Herning C.K. 2. Glud & Marstrand Horsens 3. Odder C.K.                                     | 1. Team PH                                            | Ikke afholdt                                     |
| 2002 | 1. Team CSC Tiscali 2. EDS-Fakta 3. Herning C.K.                                              | 1. Herning C.K.                                       | Ikke afholdt                                     |
| 2001 | 1. Team Fakta 1 2. Herning C.K. 3. Team Fakta 2                                               | 1. CK FIX Rødovre                                     | Ikke afholdt                                     |
| 2000 | 1. Memory Card Jack & Jones 2. Herning C.K. 3. Team Fakta                                     | 1. Køge C.R.                                          | Ikke afholdt                                     |
| 1999 | 1. Team Home Jack & Jones 2. Herning C.K. 3. Team Cycling Ringsted-Elite                      | 1. Amager C.R.                                        | Ikke afholdt                                     |
| 1998 | 1. Herning C.K. 2. Team Acceptcard 3. Team Home Jack & Jones                                  | 1. Brøndby C.C.                                       | Ikke afholdt                                     |
| 1997 | 1. Værløse-Farum C.K. 2. Odense C.K. 3. Team Acceptcard                                       | 1. Herning C.K.                                       | Ikke afholdt                                     |
| 1996 | 1. Værløse-Farum C.K. 2. Holstebro C.C. 3. ABC                                                | 1. Ordrup C.C-                                        | Ikke afholdt                                     |
| 1995 | 1. Værløse-Farum C.K. 2. Herning C.K. 3. Køge C.R.                                            | 1. Vejle B.L.                                         | Ikke afholdt                                     |
| 1994 | 1. Næstved B.C. 2. Værløse-Farum C.K. 3. Herning C.K.                                         | 1. Værløse-Farum C.K. 2. Herning C.K. 3. Næstved B.C. | 1. Odense C.K. 2. Randers C.K. 3. Silkeborg C.R. |
| 1993 | 1. Herning C.K. 2. Værløse-Farum C.K. 3. Næstved B.C.                                         | Brøndby C.C.                                          | 1. Odense C.K.                                   |
| 1992 | 1. Ordrup C.C. 2. Lyngby C.C. 3. Hillerød C.C.                                                | 1. Fyens Bicycle Club                                 | 1. Amager C.R.                                   |
| 1991 | 1. Herning C.K. 2. Hillerød C.C. Lyngby C.C.                                                  | 1. Herning C.K.                                       | 1. Amager C.R.                                   |
| 1990 | 1. Næstved B.C. 2. Odense C.K. 3. Ordrup C.C.                                                 | 1. Brøndby C.C.                                       | 1. Amager C.R.                                   |
| 1989 | 1. Vejle B.L. 2. DCR-Ballerup 3. Lyngby C.C.                                                  | 1. DCR-Ballerup                                       | 1. FBL                                           |
| 1988 | 1. Vejle B.L. 2. Hillerød C.C. 3. Lyngby C.C.                                                 | 1. ABC                                                | Ikke afholdt                                     |
| 1987 | 1. DCR-Ballerup 2. Næstved B.C. 3. Amager C.R.                                                | 1. ABC                                                | Ikke afholdt                                     |
| 1986 | 1. DCR-Ballerup 2. Amager C.R. 3. Herning C.K.                                                | 1. DCR-Ballerup                                       | Ikke afholdt                                     |
| 1985 | 1. Herning C.K. 2. DCR-Ballerup 3. Amager C.R.                                                | 1. Hillerød C.C.                                      | Ikke afholdt                                     |
| 1984 | 1. Næstved B.C. 2. Fyns C.R.                                                                  | 1. Herning C.K.                                       | Ikke afholdt                                     |
| 1983 | 1. Esbjerg C.R. 2. Herning C.K. 3. Amager C.R.                                                | 1. Hvidovre C.K.                                      | Ikke afholdt                                     |
| 1982 | 1. Amager C.R. 2. C.C. Gladsaxe 3. Herning C.K.                                               | 1. Herning C.K.                                       | Ikke afholdt                                     |
| 1981 | 1. Lyngby C.C. 2. Hillerød C.C. 3. Hvidover C.K.                                              | 1. Herning C.K.                                       | Ikke afholdt                                     |
| 1980 | 1. Hvidovre C.K. 2. Lyngby C.C.                                                               | 1. Amager C.R.                                        | Ikke afholdt                                     |
| 1979 | 1. Hvidovre C.K. 2. Lyngby C.C. 3. Roskilde C.R.                                              | 1. Hillerød C.C.                                      | Ikke afholdt                                     |
| 1978 | 1. Roskilde C.R. 2. Herning C.K. 3. Hillerød C.C.                                             | 1. Randers C.K.                                       | Ikke afholdt                                     |
| 1977 | 1. Herning C.K. Lyngby C.C. 3. Randers C.K.                                                   | 1. Dansk Cykle Ring                                   | Ikke afholdt                                     |
| 1976 | 1. Herning C.K. 2. Skive C.K. 3. C.C. Gladsaxe                                                | 1. Hillerød C.C.                                      | Ikke afholdt                                     |
| 1975 | 1. C.C. Gladsaxe 2. Herning C.K. 3. Amager C.R.                                               | 1. Hillerød C.C.                                      | Ikke afholdt                                     |
| 1974 | 1. Herning C.K. 2. Amager C.R. 3. KCK                                                         | 1. Randers C.K.                                       | Ikke afholdt                                     |
| 1973 | 1. Roskilde C.R. 2. Herning C.K. 3. Hillerød C.C.                                             | 1. Aarhus A.C.                                        | Ikke afholdt                                     |
| 1972 | 1. C.C. Gladsaxe 2. Lyngby C.C. 3. Aarhus A.C.                                                | 1. Roskilde C.R.                                      | Ikke afholdt                                     |
| 1971 | 1. Herning C.K. 2. Aarhus A.C. Lyngby C.C.                                                    | Ikke afholdt                                          | Ikke afholdt                                     |
| 1970 | 1. Hillerød C.C. 2. Randers C.R. 3. Herning C.K.                                              | Ikke afholdt                                          | Ikke afholdt                                     |
| 1969 | 1. Herning C.K. 2. C.C. Gladsaxe 3. Randers C.K.                                              | Ikke afholdt                                          | Ikke afholdt                                     |
| 1968 | 1. C.C. Gladsaxe 2. Lyngby C.C. 3. Herning C.K.                                               | Ikke afholdt                                          | Ikke afholdt                                     |
| 1967 | 1. Lyngby C.C. 2. Herning C.K. 3. C.C. Gladsaxe                                               | Ikke afholdt                                          | Ikke afholdt                                     |
| 1966 | 1. Lyngby C.C. 2. ABC 3. Aarhus A.C.                                                          | Ikke afholdt                                          | Ikke afholdt                                     |
| 1965 | 1. Aarhus A.C. 2. Fyn C.R. 3. Køge C.R.                                                       | Ikke afholdt                                          | Ikke afholdt                                     |
| 1964 | 1. Aarhus A.C. 2. Lyngby C.C. 3. Fyn C.R.                                                     | Ikke afholdt                                          | Ikke afholdt                                     |

## Ekstern henvisning
- DCU’s statistik for DM